# ديفيد بي. فاينبرغ
ديفيد بي. فاينبرغ (بالإنجليزية: David B. Feinberg)‏ (25 نوفمبر 1956 - 2 نوفمبر 1994)؛ روائي أمريكي.